# ピエロ・ディ・コジモ・デ・メディチ
ピエロ・ディ・コジモ・デ・メディチ（Piero di Cosimo de' Medici, 1416年 - 1469年12月2日）は、フィレンツェの僭主である。重症の痛風持ちで病弱だったため、ピエロ・イル・ゴットーゾ（Piero il Gottoso 痛風病みのピエロ）が通称。

## 生涯
祖国の父といわれ、フィレンツェでの地位を高めたコジモ・デ・メディチの子。だが、病弱であり、父からも将来を期待された存在ではなかったといわれている。
父の死後、メディチ家の当主を継ぐが、反メディチ派が勢力を得て危機を迎える。反メディチ派と結んだフェラーラがフィレンツェを攻撃（1466年）するが、これを撃退し、反メディチ派を追放して、国内体制を固める。1469年に53歳で死去。子のロレンツォ（イル・マニーフィコ）がメディチ家を継承する。メディチ家の中にあって政治的影響力はなかったが、ベノッツォ・ゴッツォリ、サンドロ・ボッティチェッリを見出すなどのパトロン活動は活発で、息子のロレンツォのパトロン活動には、大きな影響力を与えている。また豪奢なスクリットイオ（書斎）をメディチ邸の二階に造らせるなど、コレクターとしても知られている。
特にアンドレア・デル・ヴェロッキオは、ピエロ・ディ・メディチの強力な支援を受けた。父コジモの時代から強力な支援を受けていたが、1460年代後半になってヴェロッキオには仕事が次々と舞い込むようになった。それは、ピエロ・ディ・メディチの存在が大きく、ピエロは「聖トマスの懐疑」を発注した商業裁判所の評議会メンバーであり、またフィレンツェ大聖堂の円球の制作委嘱に関しては、ヴェロッキオへの支払いの代理人をも務めている。ブロンズによる彫像の「イルカと天使」と「ダヴィデ像」も1470年代初頭の作品であるが、この2つもピエロ・ディ・メディチの発注によるものであるという。ヴァザーリによれば「イルカと天使」は彼の別荘のため注文された噴水用の作品で、コジモ1世のときにヴェッキオ宮殿の中庭に移された。現在はヴェッキオ宮殿の中庭の噴水にレプリカが展示されており、宮殿併設の美術館3階に本物が展示されている。

有名なコジモとロレンツォに挟まれ、当主としての期間も短かった事もあり、やや影が薄い存在であるが、こうした芸術活動の保護に加え、アッルミエーレにおける明礬の独占権を獲得したこと、後継者としてロレンツォを育て上げ、（結果的に）良いタイミングで継承したことなどが功績として挙げられている。

## 子女
1444年にルクレツィア・トルナブオーニと結婚し6人の子をもうけたが、4人が成人した。
- ビアンカ（1445年 - 1505年）- グリエルモ・デ・パッツィの妻
- ナンニーナ（1448年 - 1493年） - ベルナルド・ルチェライの妻
- ロレンツォ（1449年 - 1492年） - イル・マニフィコと呼ばれたメディチ家当主
- ジュリアーノ（1453年 - 1478年） - パッツィ家の陰謀により殺害
- マリア (1455年 - 1479年) - おそらく私生児